# Avaaz
Avaaz.org és una organització sense ànim de lucre, d'àmbit mundial, creada el gener de 2007 que promou l'activisme en temes com el canvi climàtic, els drets humans, la corrupció, la pobresa i els conflictes. La seva missió declarada és "tancar la separació entre el món que tenim i el món que la majoria de persones d'arreu del món voldria". L'organització opera en 15 idiomes, té més de tretze milions de membres a 193 països.

## Etimologia i origen
El nom d'Avaaz (persa: آواز; devanagari:आवाज़) es deriva de la paraula persa que significa "veu" (també "so" o "cançó"), paraula que també ha estat manlleu a l'hindi, l'urdú, bengalí, panjabi, marathi, sindhi i turc.
Avaaz.org va ser co-fundada per Res Publica, una "comunitat de professionals del sector públic dedicat a promoure la bona governança, la virtut cívica i la democràcia deliberativa", i MoveOn.org, una organització, nord-americana, sense ànim de lucre, que promou polítiques públiques progressistes, finançada per George Soros. També va ser recolzat pel Service Employees International Union, un soci fundador, i GetUp!, un grup australià sense ànim de lucre.
Els cofundadors individuals d'Avaaz són Ricken Patel, Tom Pravda, l'ex-congressista de Virgínia, Tom Perriello, Eli Pariser director executiu de MoveOn, l'empresari progressista australià David Madden, Heimans Jeremy (co-fundadors de Purpose.com), i Andrea Woodhouse. El consell consisteix en un president (Ricken Patel), un secretari (Tom Pravda), un president de la junta (Eli Pariser), i un tresorer (Ben Brandzel).
El president fundador d'Avaaz i el director executiu és el canadenc-britànic Ricken Patel.

## Finançament i organització
"Des de l'any 2009, Avaaz no accepta donacions de fundacions o corporacions, ni ha acceptat pagaments de més de 5.000 dòlars. En canvi, es basa simplement en la generositat dels membres individuals, havent recaptat més de 20 milions de dòlars". El 2011 tenia prop de 50 empleats.
Avaaz és gestionat per un equip d'activistes que treballen des de més de 30 països, incloent-hi les oficines a Nova York, Rio de Janeiro, Nova Delhi, Madrid i Sydney. Es comuniquen amb els membres a través de correu electrònic, i utilitzen les tàctiques de campanya públiques en línia, incloent-hi peticions, vídeos, i llistes de correu electrònic. En alguns casos, Avaaz també utilitza comissions d'assessorament publicitari i jurídic per aclarir quina és la millor estratègia per tirar una campanya endavant; també: segudes, manifestacions, missatges per telèfon i xarxes socials". Exemples d'accions foren "presentar un ramat de porcs de cartró a les portes de l'Organització Mundial de la Salut per exigir una investigació sobre la relació entre la grip porcina i les granges gegants de porcs, o la creació d'una encaixada de mans de tres milles de cadena humana des del Dalai Lama a les portes de l'ambaixada xinesa a Londres per demanar el diàleg entre les parts".
Les campanyes venen suggerides pels membres, complementat per l'orientació dels equips d'especialistes. Quan una proposta ha estat recollida com d'alt potencial, s'envien correus electrònics de prova a 10.000 membres d'Avaaz. Si els missatges de correu electrònic reben una resposta suficient, la campanya s'obre a tots els membres d'Avaaz. El director, Ricken Patel, va dir el 2011 "No tenim una ideologia per se. La nostra missió és tancar la separació que hi ha entre el món que tenim i el món que la majoria de la gent desitja. Idealistes del món, uniu-vos!" Avaaz ha fet unit idealistes pràctics de tot el món.